# Centerville (South Carolina)
Centerville is een plaats (census-designated place) in de Amerikaanse staat South Carolina, en valt bestuurlijk gezien onder Anderson County.

## Demografie
Bij de volkstelling in 2000 werd het aantal inwoners vastgesteld op 5181.

## Geografie
Volgens het United States Census Bureau beslaat de plaats een oppervlakte van
15,2 km², geheel bestaande uit land. Centerville ligt op ongeveer 325 m boven zeeniveau.

## Plaatsen in de nabije omgeving
De onderstaande figuur toont nabijgelegen plaatsen in een straal van 20 km rond Centerville.